# Lunna (Shetland)

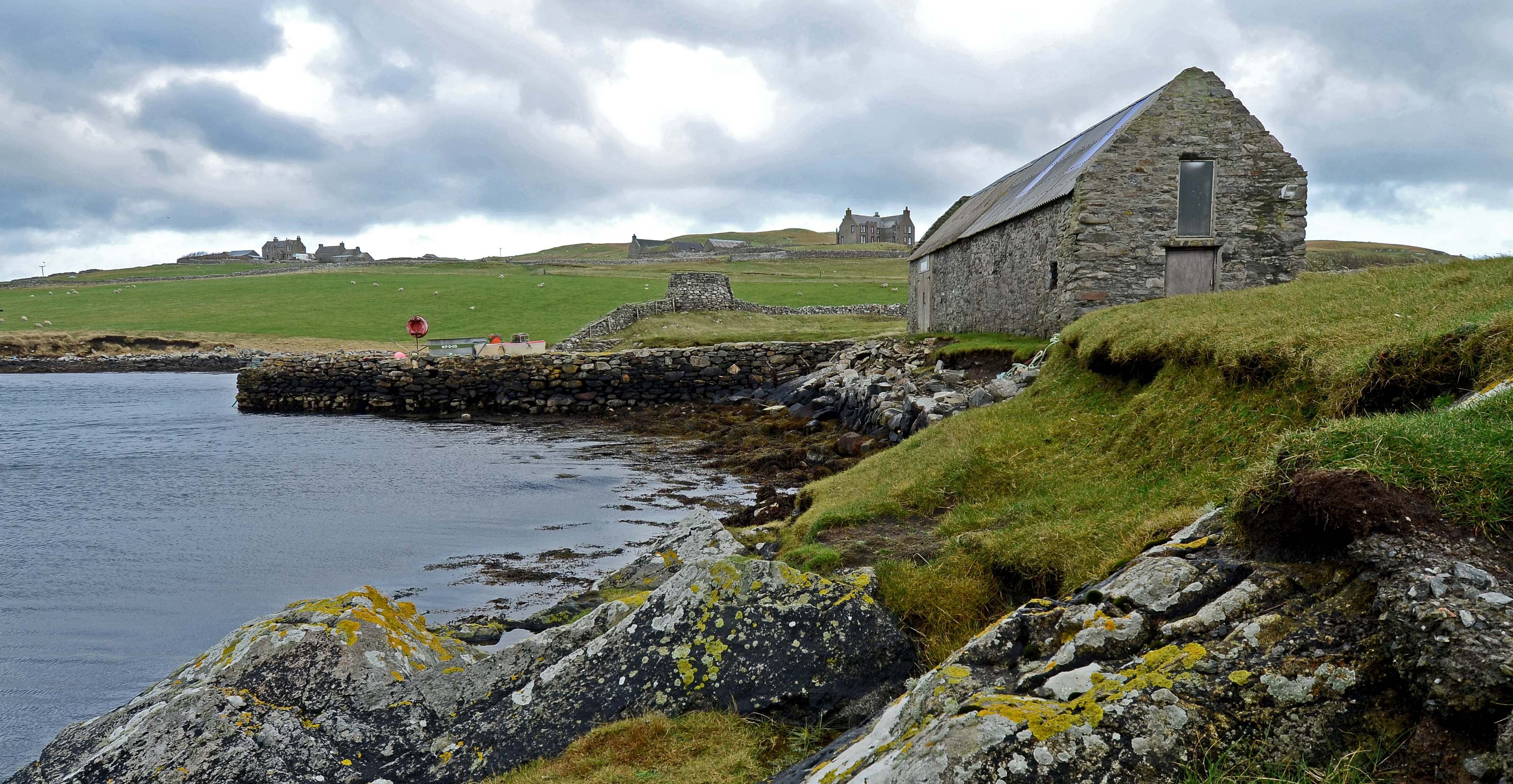
Am Pier von Lunna

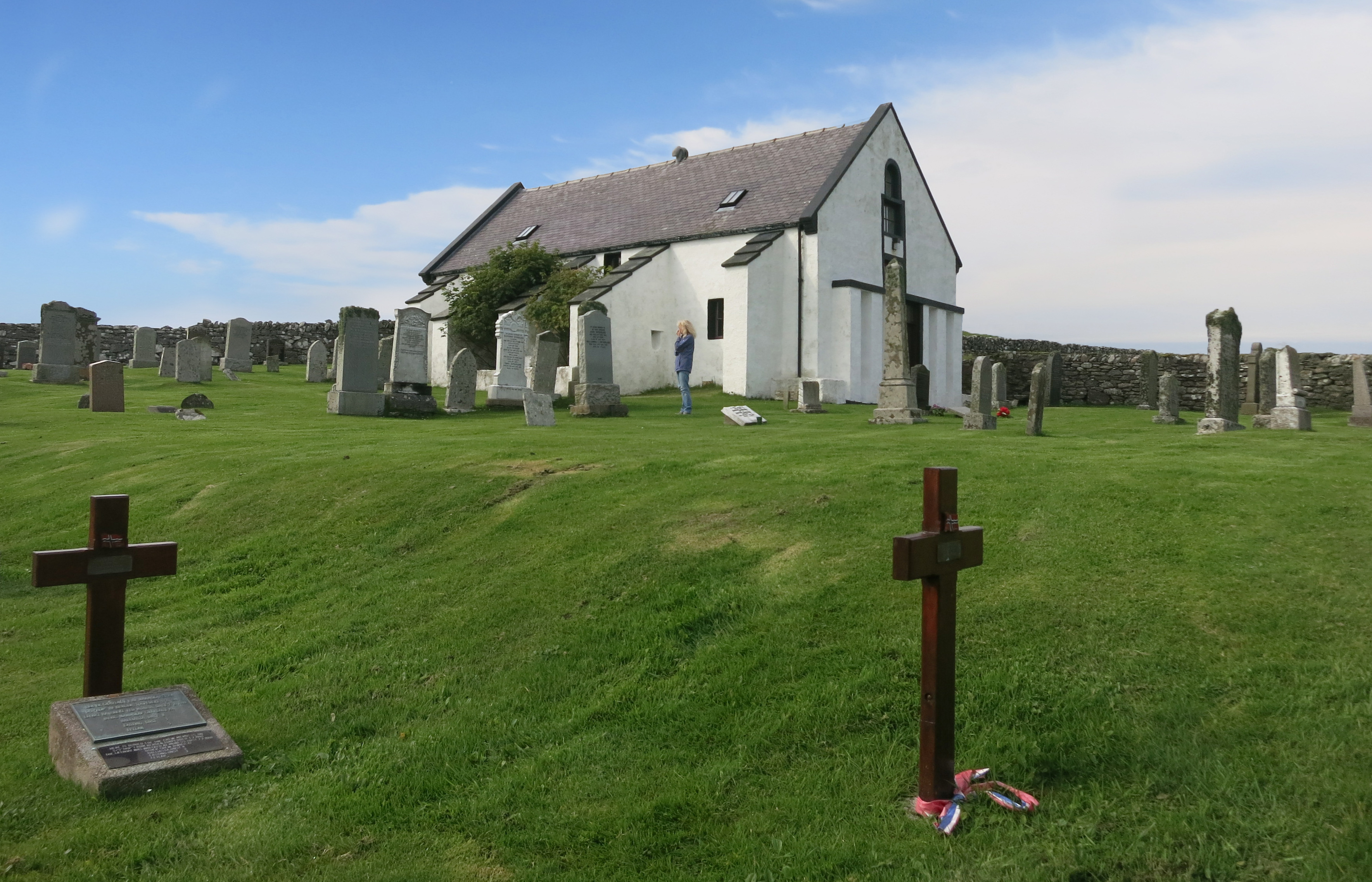
Die Kirche in Lunna

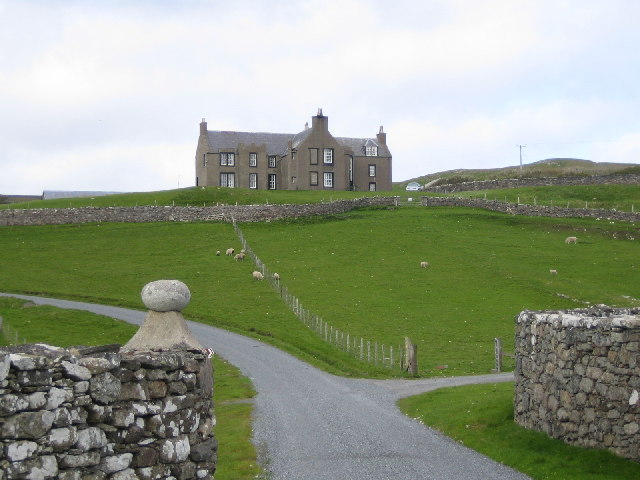
Das Anwesen Lunna House

Lunna ist eine Ortschaft, die im Nordosten der zu Schottland zählenden Shetlands liegt.

## Geographie
Lunna liegt im Nordosten von Mainland am südwestlichen Ende der Landzunge Lunna Ness, die sich von hier in die angrenzende Nordsee erstreckt. Der Ort grenzt an die Buchten West Lunna Voe im Nordwesten und East Lunna Voe im Südosten. Nach Vidlin sind es vier Kilometer im Südwesten, eine Ortschaft in der Nähe ist Mooradale im Nordosten.

## Historisches
Im Rahmen der historischen Gliederung Schottlands in Civil Parishes zählt Lunna zu Nesting. Nordwestlich des Ortes gibt es zwei Burnt Mounds einen weiteren im Westen, sowie die Überreste einer Kapelle, die als Scheduled Monument ausgewiesen worden sind. In Lunna sind zudem mehrere Bauwerke als Listed Building in unterschiedlichen Kategorien eingestuft worden. Es sind die Lunna Fishing Booth, ein Folly, die alte Schule, ein Cottage, der Hafen, ein Bauernhaus, ein Garten, ein Tor im Westen, die Kirche St Margaret’s sowie das Anwesen Lunna House, dessen Außenanlagen in das Inventory of Gardens and Designed Landscapes eingetragen worden sind.

## Verkehr
In Lunna beginnt die C312, die in Lunning im Nordwesten endet.